# Owen Willans Richardson
Sir Owen Willans Richardson (Dewsbury, 26. travnja 1879. – Alton, 15. veljače 1959.), britanski fizičar i nobelovac, profesor na Sveučilištu Princeton od 1906. do 1913. Za njegove zasluge "za istraživanje termioničkog fenomena i posebno za otkriće zakona koji nosi njegovo ime" dobio je 1928. Nobelovu nagradu za fiziku.
Richardson se rodio 26. travnja 1879. u Drewsburyju, a obrazovao se na Cambridgeu, gdje je diplomirao 1900. Godine 1914. postao je profesor fizike na Kraljevom koledžu u Londonu, gdje je postao vođa istraživačkog odjeljenja. U mirovinu je otišao 1944. Profesionalno se bavio istraživanjem termioničkog efekta, što je bila teorijska osnova rada vakuumske cijevi. Zanimao se još i za fotoelektrični efekt, žiromagnetski efekt, emisiju elektrona pri kemijskim reakcijama, X-zrake i spektar vodika.
Počasni naslovSir dobio je 1939. godine. Preminuo je u Altonu 15. veljače 1959.